# Monte Cevedale
Il monte Cevedale (3 769 m s.l.m.) è una montagna delle Alpi del gruppo Ortles-Cevedale, nelle Alpi Retiche meridionali, posta al confine tra Lombardia (SO) a ovest e Trentino-Alto Adige (BZ a ovest e TN), ad est.

## Descrizione
Compreso nel Parco nazionale dello Stelvio, costituisce un nodo orografico importante, in quanto è il punto di convergenza delle dorsali montuose che dividono la Val de la Mare (ramo laterale dell'alta Val di Peio), la Val Cedec (tributaria della Valfurva), l'alta val Martello ed è la terza vetta più alta del massiccio, dopo l'Ortles e il Gran Zebrù. Si colloca al confine tra due regioni: la Lombardia e il Trentino-Alto Adige. La montagna ha tre facce: due sono in Lombardia (la Sud-Ovest e la Nord), una in Trentino (la Est). La sommità della montagna è costituita dalla cima principale e da due anticime, poste a nord-est rispetto ad essa e collegate da una cresta affilata. La cima più alta è collocata esattamente sul confine tra le province di Sondrio e Trento: è la terza vetta più alta del Trentino-Alto Adige e la prima della provincia autonoma di Trento.
La cima principale è alta 3 769 m: l'anticima meridionale ("Cima Cevedale", oppure Cevedale II, oppure Südliche Zufallspitze in tedesco) è alta 3 757 m e segna il punto in cui si incontrano le province di Sondrio, Trento e Bolzano. Leggermente più bassa è l'anticima settentrionale (Nördliche Zufallspitze in tedesco), quotata 3 700 m.

### Geologia
Geologicamente, questa parte del massiccio dell'Ortles-Cevedale fa parte delle cosiddette falde austroalpine, che caratterizzano gran parte dell'edificio alpino a nord della Linea Insubrica. Si tratta di rocce antichissime, che hanno subito grandi sollecitazioni e trasformazioni nel corso dell'orogenesi alpina. Hanno principalmente struttura scistosa e sono facilmente attaccabili dall'erosione, e ciò spiega la morfologia dolce e poco impervia del rilievo. Come per la maggior parte delle vette che si elevano al di sopra della dorsale principale del massiccio, la varietà di roccia più diffusa sono filladi quarzifere.

## Alpinismo
La storia alpinistica indica la prima salita alla cima minore del Cevedale il 13 agosto 1864, da parte di E. Mojsisowicz e S. Janiger dal versante nord, partendo dal "Passo del Cevedale". La salita alla cima principale porta la data del 7 settembre 1865 da parte di J. Payer, J. Pinggera e J. Reinstadler.

### Ascensioni
La via normale sale dal lato lombardo ed è un percorso su ghiacciaio di solito con tracce, con qualche crepaccio (difficoltà F). Dal Rifugio Casati 3256 m si rimonta l'ampio pendio nevoso con un ultimo breve strappo più ripido in prossimità della vetta. Il tempo di salita è di circa due ore dal rifugio. 
La salita dal versante trentino inizia da "Malga Mare" in Val di Peio, a quota 2 031 m. Il facile sentiero, passando per il rifugio Larcher porta al Passo della Forcola a quota 3 032 m. Da qui la via di salita procede lungo la facile cresta rocciosa con qualche tratto di neve fino a raggiungere la cima minore del Cevedale a quota 3 757 m (Zufallspitze) sormontata da una croce. Un attraversamento del ghiacciaio, con qualche breve tratto aereo, conduce alla cima principale a quota 3 769 m. Il tempo di salita è di circa 5 ore.
La scalata del Cevedale oltre che dalla via normale è facile da tutti i versanti (ad eccezione della parete sud-ovest) in quanto la montagna presenta pendii di modesta pendenza che richiedono allenamento fisico ed esperienza di ghiacciaio. I più gettonati sono:
- Cresta nord: è il crinale delle due cime del Cevedale percorso integralmente da Oskar Schuster con Johann Reinstadler e Franz Zischig nel 1889, PD+.
- Parete sud-ovest: è l'unica parete del Monte Cevedale salita da Aldo Bonacossa e Carlo Prochownick nel 1914 lungo un canale nevoso di modesta pendenza. È isolata e faticosa e raramente percorsa, AD.
- Traversata delle 13 Cime: è uno degli itinerari in cresta più lunghi e spettacolari delle Alpi, compiuto nel 1891 da T. Christommannos, A. von Krafft e R. H. Schmitt. Parte dal Pizzo Tresero ed attraversa tutte le cime del Ghiacciaio dei Forni per una lunghezza complessiva di 17 km e difficoltà complessiva AD-.

## Strutture ricettive
- Rifugio Città di Milano, 2 583 m
- Rifugio Gianni Casati, 3 256 m
- Rifugio Larcher, 2 607 m

## Galleria d'immagini

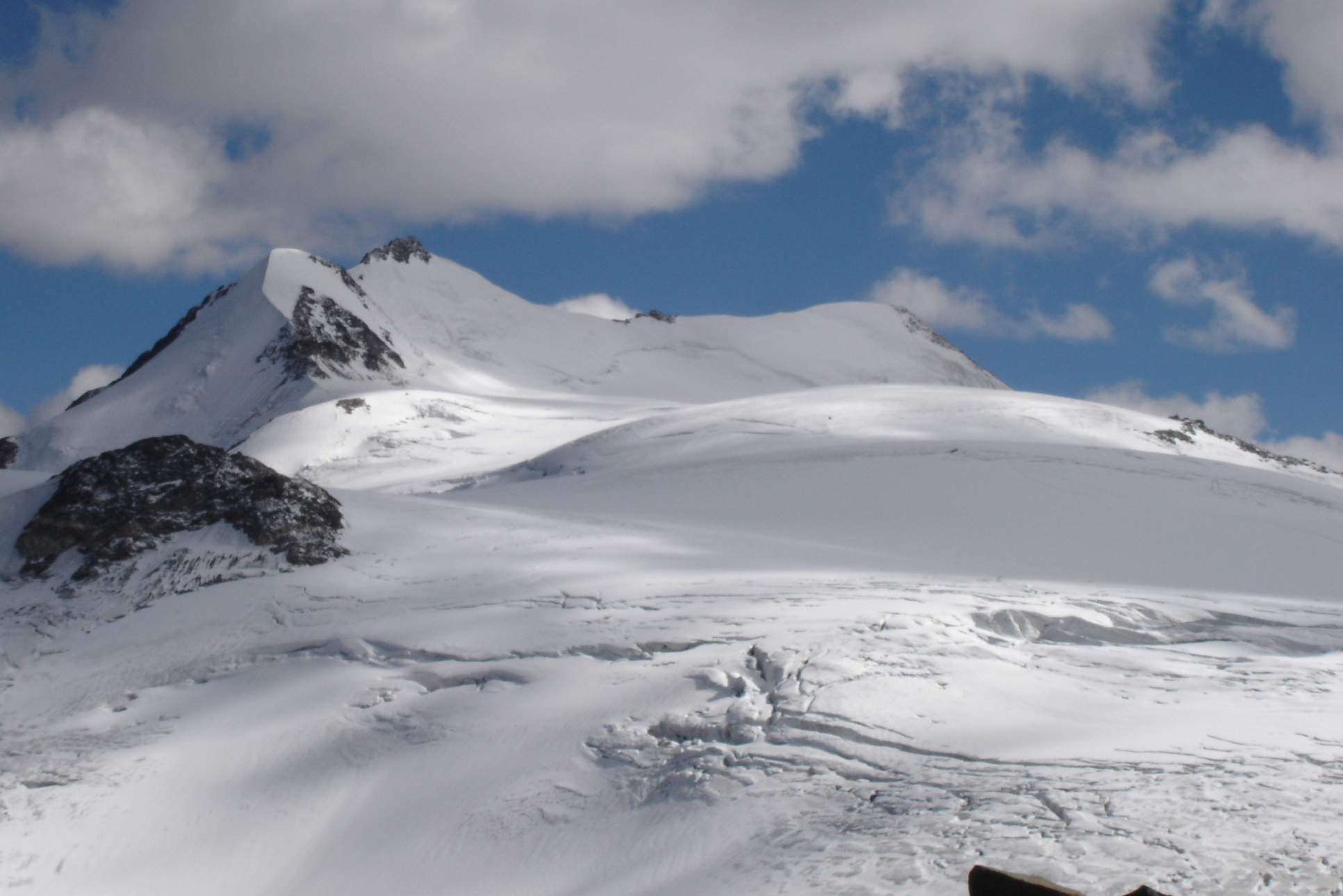
Il Cevedale visto dal Rifugio Casati
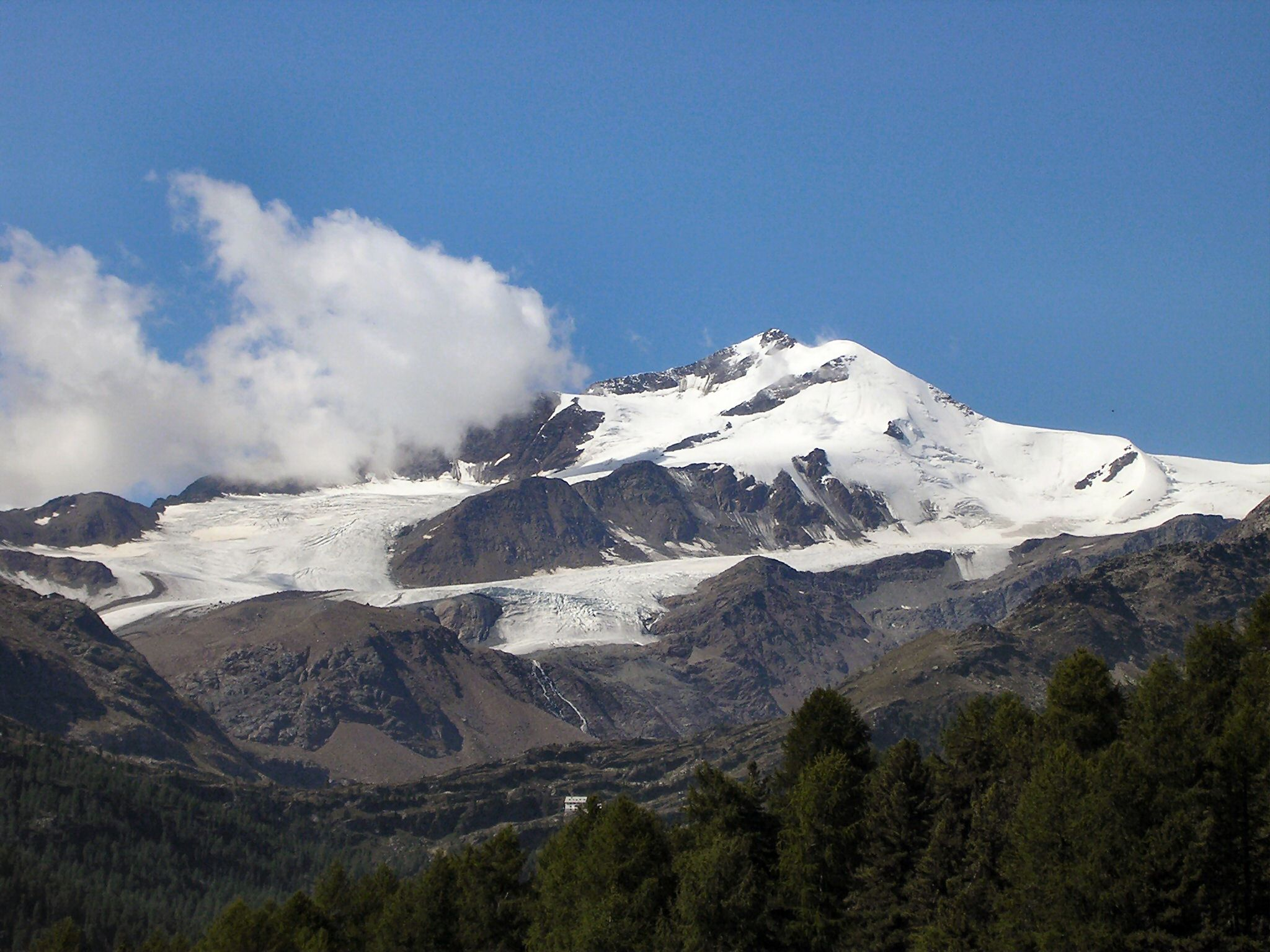
La Cima Cevedale (Cevedale II) visto dalla Val Martello
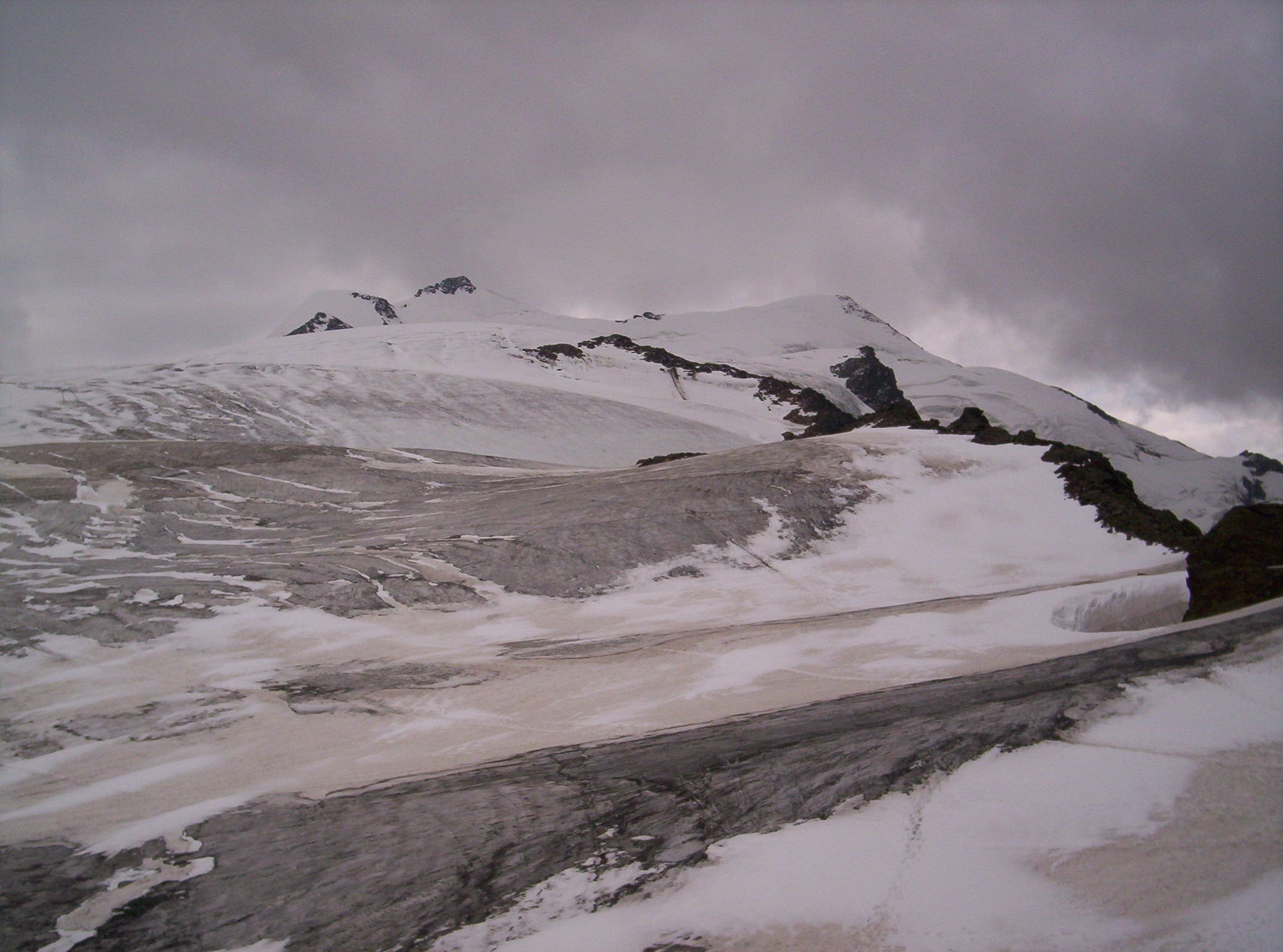
La vetta del Cevedale
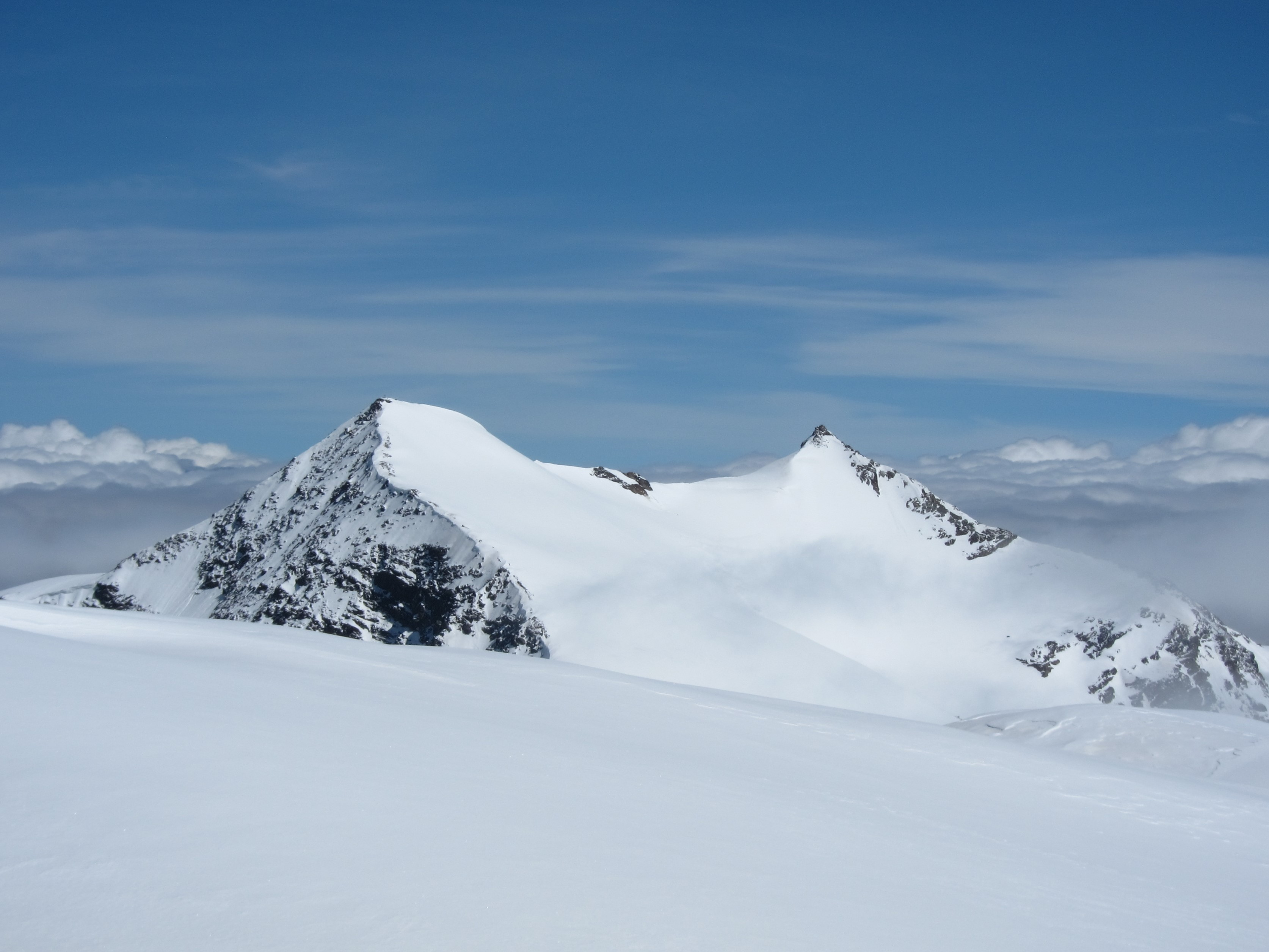
Il Cevedale visto dalla cima del Palon de la Mare
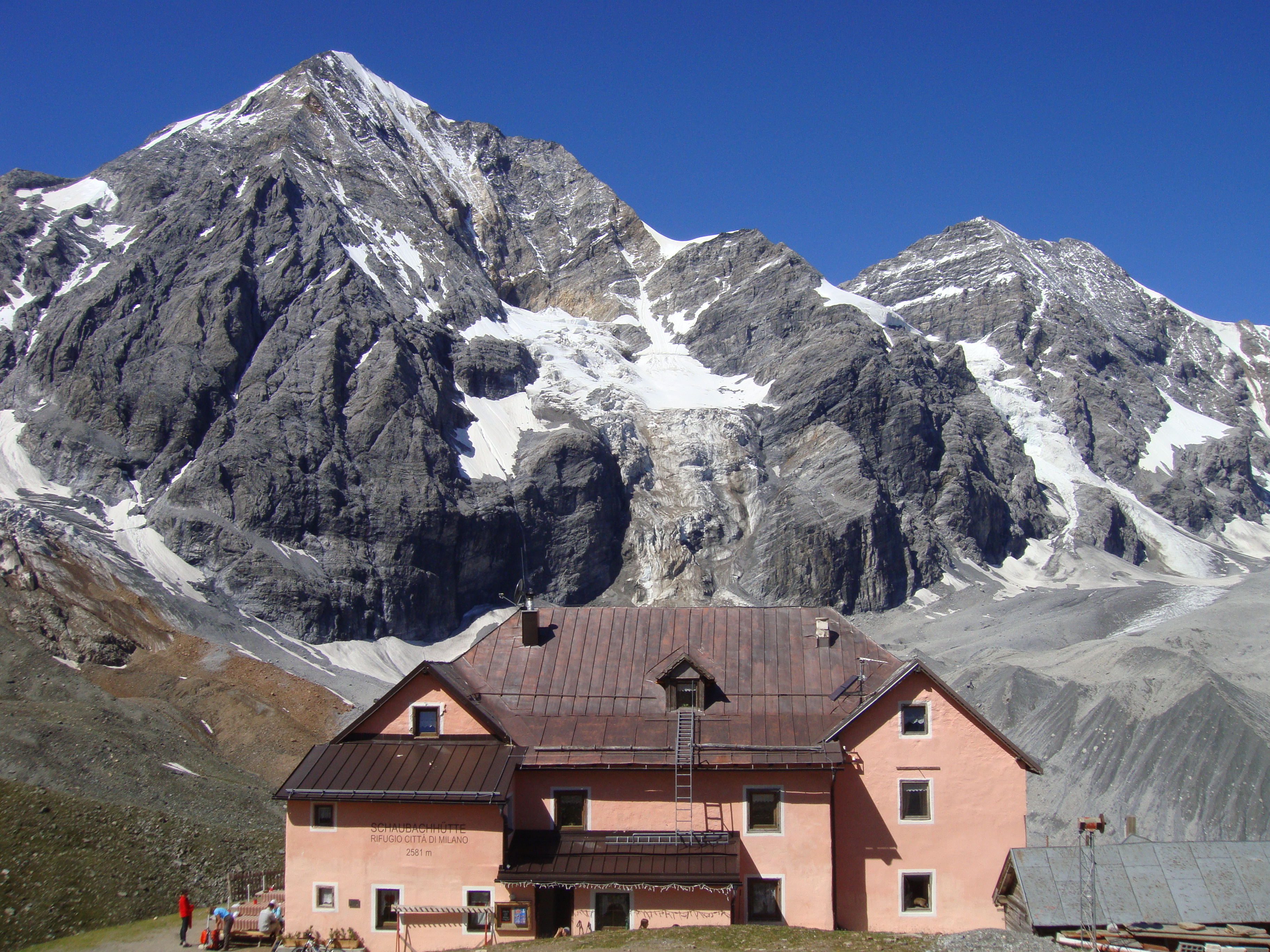
Rifugio Città di Milano, sullo sfondo il Gran Zebrù

### Annotazioni
1. ↑  3 778 m secondo misurazioni austriache[1] e 3 769 m secondo misurazioni svizzere
2. ↑  3 687 m secondo misurazioni austriache e tedesche

### Fonti
1. ↑   Club Alpino Italiano - sezione di Brescia (a cura di), Guida alpina della provincia di Brescia, 2ª ed., Brescia, Industrie Grafiche Bresciane, 1985  [1889],  p. 1.